# رود پیز
رود پیز (انگلیسی: Piz) یک رودخانه در سرزمین پرم کشور روسیه است.